# Ligat ha’Al 2008/09
Die Ligat ha’Al 2008/09 war die zehnte Spielzeit der höchsten israelischen Fußballliga unter diesem Namen, und die 60. Saison insgesamt. Sie begann am 30. August 2008 und endete am 29. Mai 2009.
Maccabi Haifa gewann die Meisterschaft.

## Modus
Die zwölf Mannschaften spielten im Verlauf der Saison dreimal gegeneinander. Die Teams, die nach 22 Spielen die ersten sechs Plätze belegten, hatten ein Heimspiel mehr als die Teams auf den unteren sechs Plätzen.
Da die Liga in der darauffolgenden Saison auf 16 Teams aufgestockt wurde, musste nur der Tabellenletzte in die Liga Leumit absteigen, die Mannschaften auf den Plätzen eins bis fünf der zweiten Liga stiegen direkt auf. Der Elfte der ersten Liga spielte gegen den Sechsten der zweiten Liga um den Klassenerhalt.

## Vereine
| Verein                      | Stadt          | Stadion                            | Kapazität |
| --------------------------- | -------------- | ---------------------------------- | --------- |
| Beitar Jerusalem            | Jerusalem      | Teddy-Stadion                      | 31.733    |
| Maccabi Tel Aviv            | Tel Aviv-Jaffa | Bloomfield-Stadion                 | 29.150    |
| Hapoel Tel Aviv             | Tel Aviv-Jaffa | Bloomfield-Stadion                 | 29.150    |
| Bne Jehuda Tel Aviv         | Tel Aviv-Jaffa | Bloomfield-Stadion                 | 29.150    |
| Maccabi Haifa               | Haifa          | Kiryat-Eliezer-Stadion             | 14.000    |
| Maccabi Petach Tikwa        | Petach Tikwa   | HaMoshava-Stadion                  | 11.500    |
| Hapoel Petach Tikwa         | Petach Tikwa   | HaMoshava-Stadion                  | 11.500    |
| FC Bnei Sachnin             | Sachnin        | Doha-Stadion                       | 08.500    |
| Hakoah Amidar Ramat Gan     | Ramat Gan      | Winter-Stadion                     | 08.100    |
| MS Aschdod                  | Aschdod        | HaYud-Alef-Stadion                 | 07.800    |
| Maccabi Netanja             | Netanja        | Sar-Tov-Stadion                    | 07.500    |
| Hapoel Ironi Kirjat Schmona | Kirjat Schmona | Städtisches Stadion Kirjat Schmona | 05.300    |

## Abschlusstabelle
| Pl. | Verein                      | Sp. | S  | U  | N  | Tore    | Diff. | Punkte |
| --- | --------------------------- | --- | -- | -- | -- | ------- | ----- | ------ |
| 1.  | Maccabi Haifa               | 33  | 19 | 10 | 4  | 049:240 | +25   | 67     |
| 2.  | Hapoel Tel Aviv             | 33  | 17 | 10 | 6  | 049:280 | +21   | 61     |
| 3.  | Beitar Jerusalem (M, P) 1   | 33  | 16 | 12 | 5  | 047:280 | +19   | 60     |
| 4.  | Maccabi Netanja             | 33  | 14 | 12 | 7  | 040:320 | +8    | 54     |
| 5.  | Bne Jehuda Tel Aviv         | 33  | 14 | 7  | 12 | 038:310 | +7    | 49     |
| 6.  | Maccabi Tel Aviv            | 33  | 11 | 11 | 11 | 036:350 | +1    | 44     |
| 7.  | Maccabi Petach Tikwa        | 33  | 8  | 15 | 10 | 026:330 | −7    | 39     |
| 8.  | MS Aschdod                  | 33  | 10 | 8  | 15 | 041:480 | −7    | 38     |
| 9.  | FC Bnei Sachnin             | 33  | 7  | 12 | 14 | 026:410 | −15   | 33     |
| 10. | Hapoel Petach Tikwa (N)     | 33  | 8  | 7  | 18 | 030:420 | −12   | 31     |
| 11. | Hakoah Amidar Ramat Gan (N) | 33  | 6  | 11 | 16 | 026:460 | −20   | 29     |
| 12. | Hapoel Ironi Kirjat Schmona | 33  | 6  | 9  | 18 | 024:440 | −20   | 27     |

Platzierungskriterien: 1. Punkte – 2. Tordifferenz – 3. Siege – 4. geschossene Tore – 5. Direkter Vergleich (Punkte, Tordifferenz, geschossene Tore) – 6. Play-off-Spiel
| (M) | amtierender israelischer Meister     |
| (P) | amtierender israelischer Pokalsieger |
| (N) | Neuaufsteiger der letzten Saison     |

## Kreuztabelle
| Spieltag 1–22               | Maccabi Haifa | Hapoel Tel Aviv | Beitar Jerusalem | Maccabi Netanja | Bne Jehuda Tel Aviv | Maccabi Tel Aviv | Maccabi Petach Tikwa | MS Aschdod | FC Bnei Sachnin | Hapoel Petach Tikwa | HAK | Hapoel Ironi Kirjat Schmona |
| --------------------------- | ------------- | --------------- | ---------------- | --------------- | ------------------- | ---------------- | -------------------- | ---------- | --------------- | ------------------- | --- | --------------------------- |
| Maccabi Haifa               |               | 2:2             | 0:0              | 2:3             | 1:0                 | 3:2              | 3:1                  | 3:1        | 2:1             | 1:0                 | 2:0 | 1:1                         |
| Hapoel Tel Aviv             | 0:0           |                 | 4:0              | 2:1             | 2:0                 | 2:0              | 1:1                  | 2:0        | 1:0             | 3:2                 | 3:0 | 1:1                         |
| Beitar Jerusalem            | 1:1           | 0:2             |                  | 2:1             | 1:0                 | 0:0              | 1:1                  | 3:2        | 0:0             | 2:2                 | 3:0 | 2:2                         |
| Maccabi Netanja             | 2:0           | 0:0             | 1:2              |                 | 2:2                 | 1:0              | 0:0                  | 2:1        | 1:1             | 3:1                 | 2:2 | 2:1                         |
| Bne Jehuda Tel Aviv         | 0:1           | 3:0             | 0:3              | 1:1             |                     | 3:2              | 1:0                  | 1:0        | 2:0             | 1:0                 | 2:2 | 0:1                         |
| Maccabi Tel Aviv            | 1:1           | 1:3             | 0:0              | 0:1             | 2:1                 |                  | 0:0                  | 2:2        | 1:1             | 1:2                 | 0:0 | 0:1                         |
| Maccabi Petach Tikwa        | 2:0           | 1:1             | 0:1              | 1:1             | 0:0                 | 0:0              |                      | 2:3        | 1:0             | 2:1                 | 1:0 | 2:1                         |
| MS Aschdod                  | 1:3           | 1:0             | 1:2              | 3:3             | 0:2                 | 1:0              | 1:1                  |            | 4:2             | 4:1                 | 3:2 | 2:0                         |
| FC Bnei Sachnin             | 0:1           | 1:0             | 0:0              | 0:1             | 0:2                 | 2:3              | 2:1                  | 0:2        |                 | 0:3                 | 0:1 | 1:0                         |
| Hapoel Petach Tikwa         | 1:4           | 0:2             | 0:2              | 0:0             | 1:0                 | 0:1              | 0:1                  | 2:1        | 1:1             |                     | 1:0 | 3:0                         |
| Hakoah Amidar Ramat Gan     | 0:3           | 2:2             | 2:4              | 1:2             | 0:1                 | 0:1              | 2:2                  | 1:1        | 0:0             | 0:1                 |     | 1:0                         |
| Hapoel Ironi Kirjat Schmona | 1:0           | 0:0             | 1:0              | 0:3             | 0:2                 | 1:2              | 0:0                  | 1:1        | 1:2             | 0:0                 | 0:2 |                             |

| Spieltage 23–33             | Maccabi Haifa | Hapoel Tel Aviv | Beitar Jerusalem | Maccabi Netanja | Bne Jehuda Tel Aviv | Maccabi Tel Aviv | Maccabi Petach Tikwa | MS Aschdod | FC Bnei Sachnin | Hapoel Petach Tikwa | HAK | Hapoel Ironi Kirjat Schmona |
| --------------------------- | ------------- | --------------- | ---------------- | --------------- | ------------------- | ---------------- | -------------------- | ---------- | --------------- | ------------------- | --- | --------------------------- |
| Maccabi Haifa               |               | 1:0             | 1:1              | –               | –                   | –                | 0:0                  | –          | –               | 2:1                 | 2:0 | 2:1                         |
| Hapoel Tel Aviv             | –             |                 | –                | 1:2             | 2:1                 | 1:1              | –                    | 1:0        | 1:1             | –                   | 3:2 | –                           |
| Beitar Jerusalem            | –             | 2:1             |                  | –               | 2:2                 | 2:0              | –                    | 2:1        | 3:0             | –                   | 4:0 | –                           |
| Maccabi Netanja             | 0:2           | –               | 1:0              |                 | –                   | –                | 1:2                  | –          | –               | 1:0                 | 0:0 | 1:3                         |
| Bne Jehuda Tel Aviv         | 0:1           | –               | –                | 2:0             |                     | –                | 1:1                  | –          | –               | 2:1                 | 1:0 | 0:0                         |
| Maccabi Tel Aviv            | 1:1           | –               | –                | 0:1             | 2:1                 |                  | –                    | 1:0        | –               | –                   | –   | 3:2                         |
| Maccabi Petach Tikwa        | –             | 1:2             | 0:2              | –               | –                   | 0:3              |                      | 0:0        | 0:0             | –                   | 0:2 | –                           |
| MS Aschdod                  | 0:3           | –               | –                | 0:0             | 0:3                 | –                | –                    |            | –               | 1:0                 | –   | 2:0                         |
| FC Bnei Sachnin             | 0:0           | –               | –                | 0:0             | 3:1                 | 0:3              | –                    | 3:2        |                 | –                   | –   | –                           |
| Hapoel Petach Tikwa         | –             | 0:1             | 0:0              | –               | –                   | 1:2              | 2:0                  | –          | 2:2             |                     | –   | –                           |
| Hakoah Amidar Ramat Gan     | –             | –               | –                | –               | –                   | 1:1              | –                    | 0:0        | 1:1             | 1:0                 |     | 1:0                         |
| Hapoel Ironi Kirjat Schmona | –             | 1:3             | 2:0              | –               | –                   | –                | 1:2                  | –          | 0:2             | 1:1                 | –   |                             |

## Relegation
Der Elfte der ersten Liga spielte gegen den Sechsten der zweiten Liga, Maccabi Ahi Nazareth, um den Klassenerhalt. Hakoah Amidar Ramat Gan verlor und musste absteigen. Die Spiele fanden am 2. und 6. Juni 2009 statt.
|                      | Gesamt |                         | Hinspiel | Rückspiel |
| -------------------- | ------ | ----------------------- | -------- | --------- |
| Maccabi Ahi Nazareth | 4:2    | Hakoah Amidar Ramat Gan | 2:1      | 2:1       |

## Torschützenliste
| Pl. | Name                | Team                | Tore |
| --- | ------------------- | ------------------- | ---- |
| 01. | Shimon Abuhatsera   | Beitar Jerusalem    | 14   |
| 01. | Israel              | Hapoel Petach Tikwa | 14   |
| 01. | Eliran Atar         | Bne Jehuda Tel Aviv | 14   |
| 04. | Samuel Yeboah       | Hapoel Tel Aviv     | 13   |
| 05. | Dimitar Makriev     | MS Aschdod          | 11   |
| 05. | Thembinkosi Fanteni | Maccabi Haifa       | 11   |
| 07. | Pedro Galván        | Bne Jehuda Tel Aviv | 10   |
| 07. | David Revivo        | MS Aschdod          | 10   |
| 09. | Maor Buzaglo        | Maccabi Tel Aviv    | 09   |
| 09. | Lior Refaelov       | Maccabi Haifa       | 09   |